# Oxidado
Oxidado, ou oxi, é um tipo de droga altamente viciante derivada da cocaína. Trataria-se de uma mistura de base livre de cocaína oxidada, cerca de 80% da composição da droga, e combustível, entre eles, os de uso principal, o querosene, gasolina e diesel com cal ou permanganato de potássio. O nome é uma abreviação para crack oxidado. Sua potência é avaliada em cinco vezes maior que a do crack. No entanto, a droga não possui uma composição característica nem comprovação de existência.
Teria surgido no Brasil quando entrou pelo Acre, vinda da Bolívia e Peru, na década de 1980. Na zona sul de São Paulo foi apreendido o primeiro tijolo da suposta droga.

## Padrões de consumo
Supostamente A droga é fumada assim como o crack. Utiliza-se cachimbo ou lata de alumínio perfurada que queima as pedras. Em alguns casos é utilizado triturado, incluído com cigarros de tabaco ou maconha, ou ainda, em pó, onde é aspirado pelo nariz.

## Efeitos fisiológicos
Os efeitos do oxi ainda não são totalmente conhecidos, podendo variar dependendo da concentração e frequência com que a droga é consumida. Logo que consumida, a droga provoca queimaduras nos lábios e fossas nasais e possível perda dos dentes. Quando chega aos pulmões, a droga entra na corrente sanguínea pelos alvéolos pulmonares em até oito segundos. Já na corrente sanguínea, causa taquicardia e contrai os vasos sanguíneos, aumentando os riscos de o usuário predisposto a doenças cardíacas ter hipertensão e infarto. No sistema digestivo, acelera os movimentos peristálticos podendo causar vômitos e diarreia e pode inflamar o fígado e os rins. As doenças e os efeitos imediatos que podem ser causadas pelo oxi são, entre outros, enfisema, derrame cerebral, dificuldades no raciocínio e memória, infarto, desidratação, causada por vômitos e diarreias, alucinações, insônia e aumento da agressividade. A droga é conhecida por ter efeito muito mais devastador se comparado a outras substâncias utilizadas no Brasil.

## Reações
As reações são muito fortes, devido aos componentes químicos. Ela causa vômitos, diarreias, aparecimento de lesões precoces no sistema nervoso central e a degeneração das funções hepáticas.
Boca
Causa necrose dos tecidos; os dentes ficam fracos e os lábios se queimam.
Pulmão
Enfisema causado pela cal.
Sistema circulatório
Em 8 s chega ao cérebro.
Cérebro
Eleva os níveis de dopamina. Pode causar derrame, e dificuldades de memorização.
Coração
Aumenta o ritmo cardíaco e causa vasoconstrição.
Sistema digestivo
Causa enjoo e diarreia devido a presença de resíduos do combustível, além de danos ao esôfago.

## Comparação
| Característica          | Crack                                                                | Oxi |
| ----------------------- | -------------------------------------------------------------------- | --- |
| Composição              | Bicarbonato de sódio + água + pasta base de coca ou cocaína refinada | Pasta base de coca ou cocaína refinada + combustível + cal virgem (existem variações)                       |
| Concentração de cocaína | 40%                                                                  | 80% |
| Aspecto                 | Branco                                                               | Branco (droga com mais cal); Amarelo (droga com mais gasolina); Roxo (quantidades iguais de cal e gasolina) |
| Fumaça                  | Fumaça de cor clara e com cinzas                                     | Fumaça de cor escura com resíduo oleoso                                                                     |